# Breaking Me
Breaking Me is een nummer van de Duitse dj Topic uit 2020, met vocals van de Zweedse zanger A7S.
"Breaking Me" werd wereldwijd een grote hit, goed voor top 10- en nummer 1-noteringen in diverse landen. In Topics thuisland Duitsland behaalde het de 3e positie, en in A7S' thuisland Zweden de 11e. In de Nederlandse Top 40 haalde het nummer de 2e positie, en in de Vlaamse Ultratop 50 kwam het een plekje lager.